# Christopher Wiehl
Christopher Wiehl, né le 29 octobre 1970 à Yakima (Washington), est un acteur américain.

## Biographie
Christopher Wiehl est le fils d'un agent du FBI et est diplômé en art dramatique de l'université de Washington. Il a tenu des rôles récurrents dans les séries télévisées Pensacola, Les Experts, Jericho et Switched et a fait partie de la distribution principale des séries Bull, First Monday et Love Monkey, qui ont toutes les trois été annulées au bout d'une saison.

## Filmographie

### Cinéma
- 1998 : Big Party : le gars excité
- 2003 : Hollywood Homicide : le flic au cheeseburger

### Télévision
- 1995 : JAG (série télévisée, saison 1 épisode 6) : le sergent Barnes
- 1997 : Buffy contre les vampires (série télévisée, saison 1 épisode 5) : Owen Thurman
- 1998 : Demain à la une (série télévisée, saison 3 épisode 4) : Eric Van Owen
- 1999 : Pensacola (série télévisée, 6 épisodes) : Swamp
- 2000 : Charmed (série télévisée, saison 2 épisode 13) : The Snake
- 2000 : Urgences (série télévisée, saison 6 épisode 20) : M. Lattimer
- 2000-2001 : Bull (série télévisée, 20 épisodes) : Carson Boyd
- 2001-2003 : Les Experts (série télévisée, 7 épisodes) : Hank Peddigrew
- 2002 : First Monday (série télévisée, 13 épisodes) : Jerry Klein
- 2003 : Monk : Monk joue les arbitres (série télévisée, saison 2 épisode 3) : Scott Gregorio
- 2004 : Quand la vie est Rose (téléfilm) : Nathan jeune
- 2006 : Love Monkey (série télévisée, 8 épisodes) : Jake Dunne
- 2006 : Ghost Whisperer : Le Champion (série télévisée, saison 2 épisode 10) : Matt Vonner
- 2006-2007 : Jericho (série télévisée, 8 épisodes) : Roger Hammond
- 2008 : FBI : Portés disparus : Déjà vu (série télévisée, saison 6 épisode 15) : Jay McCann
- 2008 : La Ville du Père Noël (téléfilm) : Peter
- 2009 : Médium : Un seul être vous manque (série télévisée, saison 6 épisode 5) : Scott Carlow
- 2010 : L'Arbre des vœux (téléfilm) : Mark Stafford
- 2012 : Switched (série télévisée, 7 épisodes) : Patrick
- 2013 : Killing Kennedy (téléfilm) : O'Reilly
- 2015 : Revenge : Clarification (série télévisée, saison 4 épisode 18) : Kevin Hunter
- 2015 : Masters of Sex (série télévisée, saison 3 épisode 6) : Al Neely
- 2016 : Code Black : À chacun sa croix (série télévisée, saison 2 épisode 2) : Alex Paxton
- 2017 : NCIS : Enquêtes spéciales : Infiltration (série télévisée, saison 14 épisode 12) : Ramsay Witman alias John Joseph Mannin
- 2018 : New York, unité spéciale (saison 19 épisode 18 Un homme d'honneur) : avocat de la défense James Olson